# Le Palais du Génie
Le Palais du Génie (Nederlands: Het Paleis van de Geest) is een madhouse in het Belgische attractiepark Walibi Belgium. De attractie, gebouwd in Arabische sfeer, moet door speciale effecten bij bezoekers het gevoel wekken over de kop te gaan. Le Palais du Génie werd gebouwd in 2001 door het Nederlandse Vekoma in opdracht van Six Flags, de toenmalige eigenaar van het park. De attractie is te vinden in het themagebied Karma World.

## Verhaal
Het verhaal achter Palais du Génie speelt zich af in het paleis van een oude sultan. In dit paleis huist Zanzar, de geest van de dienaar van de oude sultan. Op een Oosterse markt, die men doorloopt in de wachtrij, steelt een ondeugende aap een oude lamp uit een kraampje van een oude koopman. De aap weet te ontkomen en verschuilt zich in het paleis van de sultan. Bezoekers worden het paleis binnengelaten en zijn getuige van de confrontatie tussen de aap en Zanzar. Door het schrikken wrijft de aap over de lamp en plots ontsnapt er opnieuw een geest uit deze lamp. Het is de geest van een zekere Babas.
In het paleis zit echter een diamant verstopt, en daar is Babas natuurlijk op uit. Babas blijkt echter een grapjas te zijn en besluit om Zanzar het bloed van onder de nagels te pesten en bezoekers de daver op het lijf te jagen. Hij dwaalt rond in de kamer en laat een wenteltrap ronddraaien, doet zwaarden tegen de muur kletsen en laat een gong slaan. Zanzar besluit echter om een finaal gevecht aan te gaan met Babas met als inzet de diamant die in het paleis verstopt zit. Deze diamant symboliseert immers de macht die het paleis uitstraalt. Bezoekers worden nu de hoofdkamer van het paleis ingestuurd.
Tijdens de laatste scène barst er een gevecht uit tussen Zanzar en Babas. Zanzar zit achter Babas aan, die het hele huis laat ronddraaien en zelfs helemaal op zijn kop zet. Gelukkig weet Zanzar, Babas tijdig te stoppen door hem terug in zijn lamp te lokken. De lamp gaat opnieuw dicht en plots verschijnt de prachtige diamant tussen de bezoekers. Wanneer de bezoekers het paleis verlaten is alles weer vredig, tot Babas opeens weer van zich laat horen en bezoekers vraagt wat ze van zijn kleine verbouwing vonden.

## Trivia
- De stem van Zanzar werd verzorgd door de Belgisch-Nederlandse acteur Serge-Henri Valcke, bekend uit televisieseries zoals Baantjer en Familie.
- In het openingsjaar van de attractie stond ze bol van speciale effecten, zoals een groot tapijt op de vloer van de trommel waar de voetstappen van Babas zichtbaar zijn. Dit tapijteffect was echter sinds 2002 defect, pas in 2012 werd het weer in gebruik genomen.
- Hoewel veel bezoekers denken dat de attractie maar één voorshow heeft, zijn er eigenlijk twee voorzien. De wachtrij is namelijk de eerste voorshow waar uitgelegd wordt hoe de aap de lamp steelt.
- De uitgang van Palais du Génie is volledig scheef gebouwd, met scheve muren, pilaren en plafonds. Deze manier van bouwen kan er bij veel bezoekers voor zorgen dat ze volledig slap worden in de benen door de overgang van de rechte kamer naar de scheve uitgang.
- De muziek tijdens de hoofdshow is afkomstig van Cirque du Soleil, namelijk 'Youth'. De muziek die men hoort wanneer de diamant tevoorschijn komt is 'Journey of Man', eveneens afkomstig van Cirque de Soleil.

Afbeeldingen · Geschiedenis van Walibi Belgium